# Cryptohelcostizus ornatus
Cryptohelcostizus ornatus là một loài tò vò trong họ Ichneumonidae.